# 24K Magic (음반)
| 전문가 평가          | 전문가 평가 |
| 총 점수              | 총 점수     |
| 출처                 | 점수        |
| -------------------- | ----------- |
| AnyDecentMusic?      | 6.5/10      |
| 메타크리틱           | 70/100      |
| 평가 점수            |             |
| 출처                 | 점수        |
| AllMusic             | [ 3 ]       |
| The A.V. Club        | B           |
| Entertainment Weekly | B+          |
| Consequence          | B–          |
| The Guardian         | [ 7 ]       |
| NME                  | [ 8 ]       |
| Pitchfork            | 6.2/10      |
| Q                    | [ 10 ]      |
| Rolling Stone        | [ 11 ]      |
| USA Today            | [ 12 ]      |

《24K Magic》(《XXIVK Magic》으로 양식화된)은 미국의 싱어송라이터 브루노 마스의 세 번째 정규 음반이다. 2016년 11월 18일 애틀랜틱 레코드에 의해 발매되었다. 마스는 필립 로렌스와 브로디 브라운과 재결합했고, 그는 공동 가명 샴푸 프레스 & 컬로 음반을 작곡했다. 마스는 스트레오타입스와 제임스 폰틀로이를 포함한 새로운 작곡가를 고용했다. 《24K Magic》의 녹음 세션은 2015년 말부터 2016년 9월 사이에 캘리포니아주 버뱅크의 글렌우드 플레이스 스튜디오에서 열렸다.
몇몇 비평가들은 《24K Magic》이 R&B, 솔, 펑크, 팝, 뉴 잭 스윙의 요소들로 만들어졌다고 말했다. 마스는 영감을 받아 1990년대 R&B의 사운드를 담을 수 있는 음반을 만들었다. 그는 사람들에게 춤을 추게 하고 자신이 누렸던 것과 같은 즐거움을 주고 싶었다. 《24K Magic》의 가사는 돈과 섹스를 포함하여 전작인 《Unorthodox Jukebox》 (2012년)와 유사한 주제를 탐구한다. 마스에 따르면, 비록 그가 애틀랜틱 레코드에 음반의 사운드를 설득할 수 있었지만, 그들은 처음에는 망설였다.
《24K Magic》은 빌보드 200 차트에서 231,000장의 판매고를 올리며 2위로 데뷔했고, 마스의 첫 번째 미국 톱 R&B/힙합 음반 1위 음반이 되었다. 또한 캐나다, 프랑스, 뉴질랜드에서 2위로 정점을 찍었고, 〈24K Magic〉, 〈That's That's I Like〉, 〈Finese〉 (카디 비를 피처링한 리믹스) 다섯 개의 싱글을 발매했는데, 이 곡들은 상업적으로 성공을 거두었고, 〈Versace on the Floor〉는 여러 나라에서 적당히 차트화되었고, 〈Chunky〉는 한정 발매되었다. 〈That's What I Like〉는 빌보드 핫 100에서 1위에 오르며 마스의 일곱 번째 미국 1위 곡이 되었다. 이 음반은 미국 음반 산업 협회와 리코디드 뮤직 NZ로부터 트리플 플래티넘 인증을 받았으며, 뮤직 캐나다로부터 트리플 플래티넘 인증을 받았다.

## 발매 및 프로모션
2016년 10월 3일, 마스는 인스타그램을 통해 음반의 첫 번째 싱글 〈24K Magic〉의 발매를 알렸다. 2016년 10월 7일, 마스는 음반의 제목, 커버 및 발매일, 그리고 선주문 링크를 아이튠즈를 통해 공개했다. 이 음반은 화성의 공식 사이트를 통해 4가지 구매 선택권이 있는 전 세계 예약 판매를 할 수 있게 되었다. 2016년 11월 4일, 〈Versace on the Floor〉는 여러 국가에서 프로모션 싱글로 발매되었다.
마스는 2016년 10월 15일 《새터데이 나이트 라이브》에서 처음으로 〈24K Magic〉과 〈Chunky〉를 공연했다. 그는 또한 2016년 10월 30일 《더 엑스 팩터》에서 라이브로 〈24K Magic〉을 공연했다. 《데일리 익스프레스》의 베카 롱마이어는 이 공연을 "서사시"라고 불렀다. 2016년 11월 2일, 마스는 BBC 라이브 라운지에서 BBC 라디오 1의 〈24K Magic〉, 〈Treasure〉, 〈Locked Out of Heaven〉, 아델의 〈All I Ask〉 등 여러 곡을 공연했다. 며칠 후, 그 가수는 MTV 유럽 뮤직 어워드에서 〈24K Magic〉을 공연했다. 같은 달 말, 마스는 노르웨이 텔레비전 토크쇼 《스카블란》과 2016 NRJ 뮤직 어워드에서 〈24K Magic〉을 공연했다.

## 상업적 성과
《24K Magic》은 빌보드 200에서 첫 주 23만1000장의 앨범 등가 단위(전통 앨범 판매량 19만 4,000장)을 기록하며 2위로 데뷔해 마스의 역대 최고 판매량이자 미국에서 세 번째 톱10 음반이 됐다. 다음 주에는 7만 3,000장이 팔려 4위로 떨어졌다. 이 음반은 판매량이 20% 감소한 58,000장에도 불구하고 3주 연속 미국 톱 10에 머물렀다. 이 음반은 이후 몇 주 동안 톱 10에 머물렀고, 4주 연속 2위에 올랐다.
2017년 7월 7일 기준으로 《24K Magic》은 미국에서 1,110,000장의 판매량을 기록했다. 2018년 1월 3일, 《빌보드》는 2017년 미국에서 가장 많이 팔린 음반을 발표했다. 그것은 그 해 미국에서 4번째로 많이 팔렸고 전체적으로는 5번째로 많이 소비된 기록이었다. 이 음반은 마스가 미국 톱 R&B/힙합 음반에 진입한 첫 번째 음반으로, 1위로 데뷔했다. 이 음반은 탑 10에서 54주, 톱 R&B/힙합 음반 차트에서 8주 연속 1위를 차지했다. 2017년, 《24k Magic》은 빌보드 200에서 두 번째로 인기 있는 음반이었다. 이 음반은 미국 빌보드 200에서 2010년대 가장 좋은 성적을 거둔 16번째 음반으로 선정되었다. 이 음반은 미국 음반 산업 협회로부터 3회 플래티넘 인증을 받았다.

## 곡 목록
| #            | 제목                        | 작사·작곡                                                                                        | 프로듀서                                 | 재생 시간 |
| ------------ | --------------------------- | ------------------------------------------------------------------------------------------------ | ---------------------------------------- | --------- |
| 1.           | 〈24K Magic〉               | Bruno Mars Philip Lawrence Christopher Brody Brown                                               | Shampoo Press & Curl The Stereotypes [a] | 3:46      |
| 2.           | 〈Chunky〉                  | Mars Lawrence Brown James Fauntleroy                                                             | Shampoo Press & Curl                     | 3:06      |
| 3.           | 〈Perm〉                    | Mars Lawrence Brown Fauntleroy Homer Steinweiss Trevor Lawrence, Jr.                             | Shampoo Press & Curl                     | 3:30      |
| 4.           | 〈That's What I Like〉      | Mars Lawrence Brown Fauntleroy Johnathan Yip Ray Romulus Jeremy Reeves Ray Charles McCullough II | Shampoo Press & Curl The Stereotypes [b] | 3:26      |
| 5.           | 〈Versace on the Floor〉    | Mars Lawrence Brown Fauntleroy                                                                   | Shampoo Press & Curl                     | 4:21      |
| 6.           | 〈Straight Up & Down〉      | Mars Lawrence Brown Fauntleroy Faheem Najm Carl Martin Marc Gay                                  | Shampoo Press & Curl Emile Haynie        | 3:18      |
| 7.           | 〈Calling All My Lovelies〉 | Mars Lawrence Brown Fauntleroy Haynie Jeff Bhasker                                               | Shampoo Press & Curl Haynie Bhasker      | 4:10      |
| 8.           | 〈Finesse〉                 | Mars Lawrence Brown Fauntleroy Yip Romulus Reeves McCullough II                                  | Shampoo Press & Curl The Stereotypes     | 3:10      |
| 9.           | 〈Too Good to Say Goodbye〉 | Mars Lawrence Brown Bhasker Kenneth "Babyface" Edmonds                                           | Shampoo Press & Curl                     | 4:41      |
| 총 재생 시간 | 총 재생 시간                | 총 재생 시간                                                                                     | 총 재생 시간                             | 33:28     |

## 인증
| 국가                                                                                         | 인증        | 판매량/출하량 |
| -------------------------------------------------------------------------------------------- | ----------- | ------------- |
| 오스트레일리아 (ARIA)                                                                        | 플래티넘    | 70,000^       |
| 캐나다 (뮤직 캐나다)                                                                         | 3× 플래티넘 | 240,000       |
| 덴마크 (IFPI Danmark)                                                                        | 플래티넘    | 20,000        |
| 프랑스 (SNEP)                                                                                | 2× 플래티넘 | 200,000       |
| 헝가리 (MAHASZ)                                                                              | 골드        | 1,000^        |
| 이탈리아 (FIMI)                                                                              | 골드        | 25,000*       |
| 일본 (RIAJ)                                                                                  | 골드        | 100,000^      |
| 멕시코 (AMPROFON)                                                                            | 플래티넘    | 60,000^       |
| 네덜란드 (NVPI)                                                                              | 플래티넘    | 50,000        |
| 뉴질랜드 (RMNZ)                                                                              | 3× 플래티넘 | 45,000        |
| 포르투갈 (AFP)                                                                               | 골드        | 7,500^        |
| 싱가포르 (RIAS)                                                                              | 2× 플래티넘 | 20,000*       |
| 스페인 (PROMUSICAE)                                                                          | 플래티넘    | 40,000        |
| 영국 (BPI)                                                                                   | 플래티넘    | 300,000       |
| 미국 (RIAA)                                                                                  | 3× 플래티넘 | 3,000,000     |
| *판매량을 기반으로 한 인증 · ^출하량을 기반으로 한 인증 · 판매량+스트리밍을 기반으로 한 인증 |             |               |